# Cuprina fuscella
Cuprina fuscella is een vlinder uit de familie Stathmopodidae. De wetenschappelijke naam is voor het eerst geldig gepubliceerd in 1988 door Sinev.
De soort komt voor in Europa.